# Lưu Văn Hùng
Lưu Văn Hùng (ur. 3 października 1966) – wietnamski lekkoatleta. Z wykształcenia pedagog.
Wystartował na igrzyskach olimpijskich w 1992, na których zajął 85. miejsce w maratonie z czasem 2:56:42 s. Ośmiokrotny mistrz kraju na 10 000 metrów.
Karierę rozpoczął w 1991, a zakończył w 2000 z powodu regularnych urazów.

## Rekordy życiowe
- Bieg maratoński – 2:37:05 (1995)